# エメラルド (曲)
「エメラルド」は、日本のバンド・back numberの2作目の配信デジタルシングルである。2020年10月12日にリリースされた。TBS系日曜劇場「危険なビーナス」の主題歌に起用された。

## 背景
本楽曲の発表は、2020年9月13日に行われた。back numberがドラマ主題歌を手がけるのは、2019年2月放送のTBS系火曜ドラマ「初めて恋をした日に読む話」の主題歌「HAPPY BIRTHDAY」以来である。ボーカル/ギターの清水によると、曲の構想自体は2年前からあったという。
なお本楽曲のミュージックビデオは、2020年11月6日にYouTubeにてプレミア公開された。

## チャート成績
本楽曲は、リリース初週に27,692ダウンロードを売り上げ、2020年10月28日公開の「Billboard Japan Download Songs」にて初登場2位を獲得した。またラジオでも3位を記録し、総合チャート「JAPAN HOT 100」では7位に初登場した。

### 認定と売上
|                                | 認定 (RIAJ) | 売上/再生回数      |
| ------------------------------ | ----------- | ------------------ |
| ダウンロード                   | ゴールド    | 100,000* DL        |
| ストリーミング                 | ゴールド    | 50,000,000* 回再生 |
| *認定のみに基づく売上/再生回数 |             |                    |

## テレビ披露
| 番組名             | 出演日 | 出演日   | 放送局       | 出典   |
| 番組名             | 年     | 月日     | 放送局       | 出典   |
| ------------------ | ------ | -------- | ------------ | ------ |
| バズリズム02       | 2020年 | 10月23日 | 日本テレビ系 | [ 9 ]  |
| SONGS              | 2020年 | 11月14日 | NHK総合      | [ 10 ] |
| CDTVライブ!ライブ! | 2020年 | 11月30日 | TBS系        | [ 11 ] |